# Paul Magès
Paul Ernest Mary Magès (Aussois, 8 de março de 1908 – Chaville, 22 de setembro de 1999) foi um engenheiro de automóveis francês, conhecido por sua invenção da primeira suspensão automotiva autonivelante, conhecida como suspensão hidro-pneumática. Este sistema substituiu molas de aço convencionais por um sistema adaptativo de amortecedores hidráulicos, resultando em uma experiência de automobilismo que não existia em automóveis da época.
Esta suspensão atingiu o objetivo de seu breve projeto inicial, viagem rápida em estradas ruins. Este avanço é notado ainda na atualidade, especialmente em aplicações onde a qualidade da viagem é fundamental, como no projeto de ambulâncias.
Sua educação formal foi modesta - obteve o diploma nacional (Brevet d'Etudes du Premier Cycle), um curso preparatório para a Académie des Arts et Métiers em Marselha. Aos 17 anos enviou seu résumé (currículo) para a Citroën, um dos maiores fabricantes de automóveis da França, onde foi contratado para trabalhar no setor de manutenção. Em 1936 foi desenhista técnico, e em janeiro de 1942 o CEO Pierre Jules Boulanger o designou para o departamento de desenvolvimento, para resolver problemas no desenvolvimento de sistemas de frenagem e suspensão (inclusive para o Citroën 2CV).
Magès estudou material publicado sobre suspensão automotiva. Ele ficou intrigado com a sabedoria convencional de que um sistema de suspensão flexível era incompatível com um bom manuseio. Ele foi designado para a tarefa de produzir um carro com ambas as qualidades. Ele percebeu que a solução deve estar localizada em uma suspensão variável, uma que seja muito flexível em baixa velocidade e rígida em alta velocidade e carga.

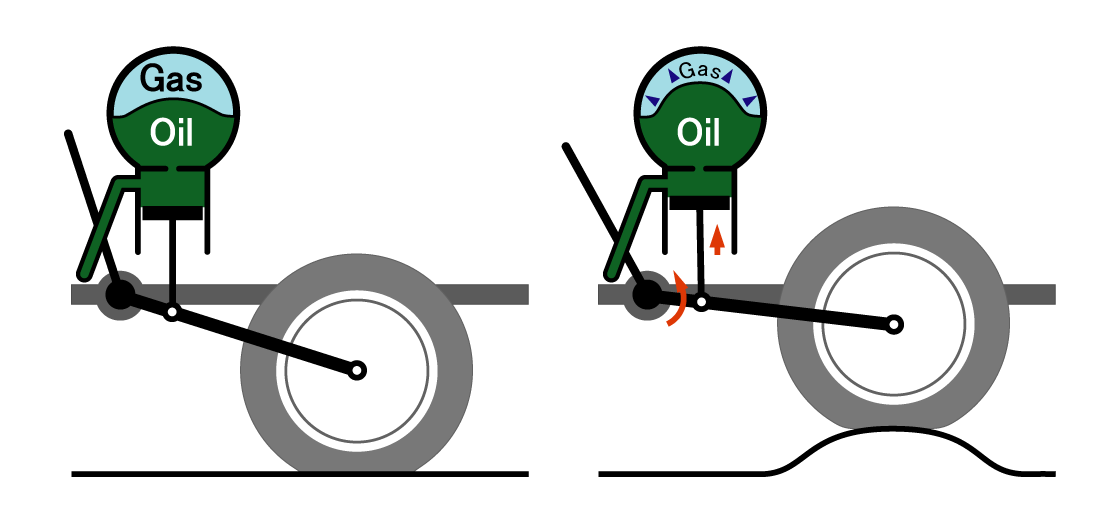
Diagrama de concepção de uma suspensão hidropneumática.

Esse questionamento levou à experimentação e ao eventual desenvolvimento do sistema de suspensão hidropneumática, que combina um gás facilmente compressível em uma câmara fechada, combinada com as propriedades não compressíveis de multiplicação de força da máquina hidráulica. Quanto mais pesada a carga, maior a pressão do gás, então a suspensão fica mais rígida. Magès concluiu que o fluido hidráulico sob pressão, fornecido por um acessório acionado pelo motor - uma bomba hidráulica - era a melhor maneira de alcançar o resultado desejado.
Magès poderia nunca ter sido capaz de resolver este problema se tivesse um melhor treinamento técnico. Marcel Pagnol, o dramaturgo francês, disse famosamente: "todo mundo achava que era impossível, exceto um idiota que não sabia e que o criou." Magès manteve uma cópia desta declaração em sua mesa.
Magès também desenvolveu a direção assistida sensível à velocidade DIRAVI, usada primeiramente no Citroën SM 1970.
Muitos veículos atuais usam suspensão a ar, para obter algumas das vantagens da suspensão hidropneumática, com um pouco menos de complexidade percebida, e usam novos desenvolvimentos em eletrônica para obter direção assistida sensível à velocidade.
O Citroën DS 1955, desenvolvido em torno das inovações de engenharia de Magès, ficou em terceiro lugar na competição Car of the Century de 1999, atrás do Ford Model T e do Mini (1959-2000).